# 1672
| [ Edytuj tabelę ]              | |
| Król Polski                    | - 1668 Michał Korybut Wiśniowiecki 1674                                                                                               |
| Współksiążęta Andory           | - 1670 Pere de Copons i de Teixidor 1681 - 1643 Ludwik XIV 1715                                                                       |
| Król Anglii i Szkocji          | - 1660 Karol II 1685 |
| Elektor Bawarii                | - 1651 Ferdynand Maria 1679 |
| Elektor Brandenburgii          | - 1640 Fryderyk Wilhelm 1688 |
| Sułtan Brunei                  | - 1660 Abdul Mubin 1673 |
| Cesarz Chin                    | - 1661 Kangxi 1722 |
| Król Czech                     | - 1657 Leopold I Habsburg 1705 |
| Król Danii                     | - 1670 Chrystian V 1699 |
| Dalajlama                      | - 1617 Lobsang Gjaco 1682 |
| Cesarz Etiopii                 | - 1667 Jan I 1682 |
| Król Francji                   | - 1643 Ludwik XIV 1715 |
| Król Hiszpanii                 | - 1665 Karol II 1700 |
| Landgraf Hesji-Kassel          | - 1670 Karol I Heski 1730 |
| Stadhouder Holandii            | - 1650 pierwszy okres bez stadhoudera 1672 - 1672 Wilhelm III Orański 1702                                                            |
| Szach Iranu                    | - 1666 Safi II 1694 |
| Państwo Wielkich Mogołów       | - 1658 Aurangzeb 1707 |
| Król Irlandii                  | - 1660 Karol II Stuart 1685 |
| Cesarz Japonii                 | - 1663 Reigen 1687 |
| Kalif                          | - 1648 Mehmed IV 1687 |
| Patriarcha Konstantynopola     | - 1671 Dionizy IV Muzułmanin 1673 |
| Władca Korei                   | - 1659 Hyŏnjong 1674 |
| Książę Kurlandii i Semigalii   | - 1642 Jakub Kettler 1682 |
| Książę Liechtensteinu          | - 1627 Karol Euzebiusz 1684 |
| Sułtan Maroka                  | - 1666 Maulaj Raszid 1672 - 1672 Maulaj Isma’il 1727                                                                                  |
| Książę Monako                  | - 1662 Ludwik I 1702 |
| Król Nawarry                   | - 1643 Ludwik XIV 1710 |
| Król Norwegii                  | - 1670 Chrystian V 1699 |
| Sułtan Omanu                   | - 1649 Sultan I ibn Sajf 1688 |
| Elektor Palatynatu             | - 1648 Karol I Ludwik 1680 |
| Papież                         | - 1670 Klemens X 1676 |
| Książę Parmy i Piacenzy        | - 1646 Ranuccio II 1694 |
| Król Portugalii                | - 1656 Alfons VI 1683 |
| Książę w Prusach               | - 1640 Fryderyk Wilhelm Wielki Elektor 1688                                                                                           |
| Car Rosji                      | - 1645 Aleksy I 1676 |
| Cesarz Rzymski (niemiecki)     | - 1658 Leopold I Habsburg 1705 |
| Kapitanowie Regenci San Marino | - 1671 Carlo Tosini Giovanni Serafini 1672 - 1672 Carlo Loli Giambattista Zampini 1672 - 1672 Alessandro Belluzzi Sforza Cionini 1673 |
| Elektor Saksonii               | - 1656 Jan Jerzy II Wettyn 1680 |
| Król Szwecji                   | - 1660 Karol XI 1697 |
| Król Tajlandii                 | - 1656 Narai 1688 |
| Sułtan Turków                  | - 1648 Mehmed IV 1687 |
| Doża Wenecji                   | - 1659 Domenico Contarini 1674 |
| Król Węgier                    | - 1655 Leopold I 1705 |
| Książęta Wirtembergii          | - 1628 Eberhard III 1674 |

Rok 1672 / MDCLXXII
stulecia: XVI wiek ~
XVII wiek ~
XVIII wiek

lata: 1662 «
1667 «
1668 «
1669 «
1670 «
1671 «
1672
» 1673
» 1674
» 1675
» 1676
» 1677
» 1682

## Wydarzenia w Polsce
- Styczeń-marzec – sejm, ostatecznie zerwany, stał się areną walk króla z opozycją. Obóz malkontentów z prymasem Mikołajem Prażmowskim na czele, próbował zmusić Michała Korybuta do abdykacji.
- 1 lipca – pod pretekstem obrony ojczyzny zawiązała się tajna konfederacja, z prymasem Prażmowskim i hetmanem Sobieskim na czele, mająca na celu obalenie króla i powołanie na tron polski wskazanego przez Ludwika XIV księcia Karola Orleańskiego de Longueville, który tymczasem zginął w walkach francusko-holenderskich[1].
- 18 lipca – wojna polsko-turecka: bitwa pod Ładyżynem. Tatarzy i Kozacy Doroszenki pobili jazdę polską.
- 18 sierpnia – wojna polsko-turecka: rozpoczęło się oblężenie Kamieńca Podolskiego.
- 27 sierpnia – wojna polsko-turecka: po dziewięciodniowym oblężeniu armia turecka zdobyła Kamieniec Podolski; załoga polska pod dowództwem Mikołaja Potockiego skapitulowała.
- 20 września – wojna polsko-turecka: rozpoczęło się oblężenie Lwowa.
- 5-14 października – wojna polsko-turecka: Jan Sobieski poprowadził tzw. wyprawę na czambuły.

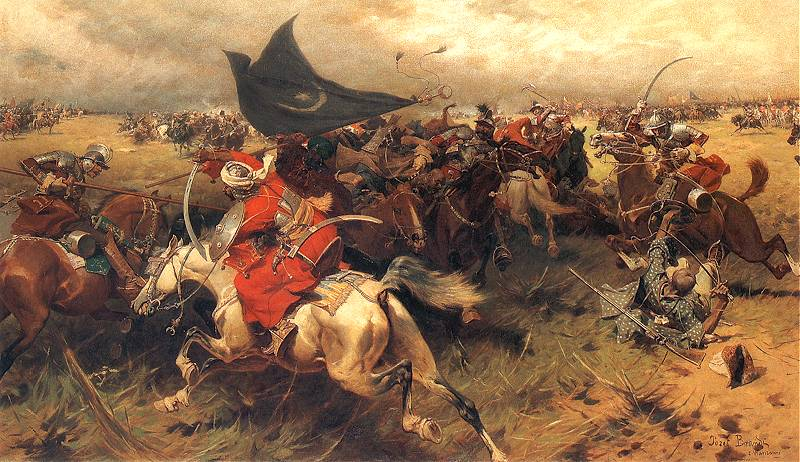
Józef Brandt, Walka o sztandar turecki.

- 5 października – wojna polsko-turecka: rozpoczęła się bitwa pod Krasnobrodem.
- 6 października – wojna polsko-turecka: Turcy w zamian za spory okup zakończyli oblężenie Lwowa.
- 7-8 października – wojna polsko-turecka: bitwa pod Niemirowem.
- 9 października – wojna polsko-turecka: zwycięstwo hetmana Jana Sobieskiego w bitwie pod Komarnem.
- 16 października – w obronie króla i przeciwko koterii francuskiej zawiązała się konfederacja gołąbska. Marszałkiem sprzysiężenia został Stefan Stanisław Czarniecki.
- 18 października – podpisano traktat pokojowy z Turcją w Buczaczu. Polska straciła Podole, Bracławszczyznę i część Kijowszczyzny i zobowiązała się do płacenia Turcji corocznego haraczu w wysokości 22 tysięcy dukatów. Kozaczyzna przechodziła pod zwierzchnictwo sułtana.
- 23 listopada – Jan Sobieski zawiązał konfederację szczebrzeszyńską przeciwko królowi Michałowi Korybutowi Wiśniowieckiemu.
- 16 grudnia – w Nevers we Francji na atak apopleksji zmarł Jan Kazimierz, król polski.
- Odnowione zostały traktaty polsko-brandenburskie[2].

## Wydarzenia na świecie
- 29 kwietnia – wojna Francji z koalicją hiszpańsko-austriacko-lotaryńską: król Ludwik XIV najechał na Niderlandy.
- 7 czerwca – wojna Francji z koalicją hiszpańsko-austriacko-lotaryńską: zwycięstwo floty holenderskiej nad francusko-angielską w bitwie pod Solebay.
- 23 grudnia – włoski astronom Giovanni Cassini odkrył Reę – jeden z księżyców Saturna.

## Urodzili się
- 13 lutego – Étienne François Geoffroy, francuski chemik (zm. 1731)
- 1 maja – Joseph Addison, angielski pisarz i polityk (zm. 1719)
- 9 czerwca – Piotr I, zwany Wielkim, z dynastii Romanowów, car i cesarz Rosji (zm. 1725)
- 11 czerwca – Francesco Antonio Bonporti, włoski ksiądz i kompozytor (zm. 1749)

## Zmarli
- 21 stycznia – Adriaen van de Velde, holenderski malarz (ur. 1636)
- 2 kwietnia:
  - Diego Luis de San Vitores, hiszpański jezuita, misjonarz, męczennik, błogosławiony katolicki (ur. 1627)
  - Piotr Calungsod, filipiński katecheta, misjonarz, męczennik, święty katolicki (ur. ok. 1654)
- 30 kwietnia – Maria Guyart-Martin, francuska urszulanka, misjonarka, święta katolicka (ur. 1599)
- 3 maja – Giovanni Battista Gisleni, włoski architekt, scenograf i muzyk doby baroku (ur. 1600)
- 20 sierpnia – Johan de Witt, niderlandzki polityk, pensjonariusz Holandii (ur. 1625)
- 15 listopada – Franciscus Sylvius, niderlandzki lekarz i anatom (ur. 1614)
- 16 grudnia – Jan II Kazimierz, król Polski w latach 1648–1668 (ur. 1609)

## Święta ruchome
- Tłusty czwartek: 25 lutego
- Ostatki: 1 marca
- Popielec: 2 marca
- Niedziela Palmowa: 10 kwietnia
- Wielki Czwartek: 14 kwietnia
- Wielki Piątek: 15 kwietnia
- Wielka Sobota: 16 kwietnia
- Wielkanoc: 17 kwietnia
- Poniedziałek Wielkanocny: 18 kwietnia
- Wniebowstąpienie Pańskie: 26 maja
- Zesłanie Ducha Świętego: 5 czerwca
- Boże Ciało: 16 czerwca